# Równina Dzisny
Równina Dzisny (lit. Dysnos lyguma) − region geograficzny we wschodniej Litwie, w okręgach wileńskim i uciańskim oraz w północno-zachodniej części obwodu witebskiego Białorusi, w zachodniej części Niziny Połockiej. Przeciętna wysokość  to 130-140 metrów n.p.m. Region graniczy z Pojezierzem Brasławskim na północy, Pojezierzem Święciańskim na południu i Pojezierzem Auksztockim.
Główne rzeki to Dzisna i jej dopływyː Dryświata, Janka, Birwita (z Miadziołką), Hołbica, Bereźwica, Mniuta, Auta, Komajka. Jeziora to Jelnia, Czarne, Oświata, Bohiń, Orszweta, Świrskie, Twerecz, Miłosze, Miłoszajcie.

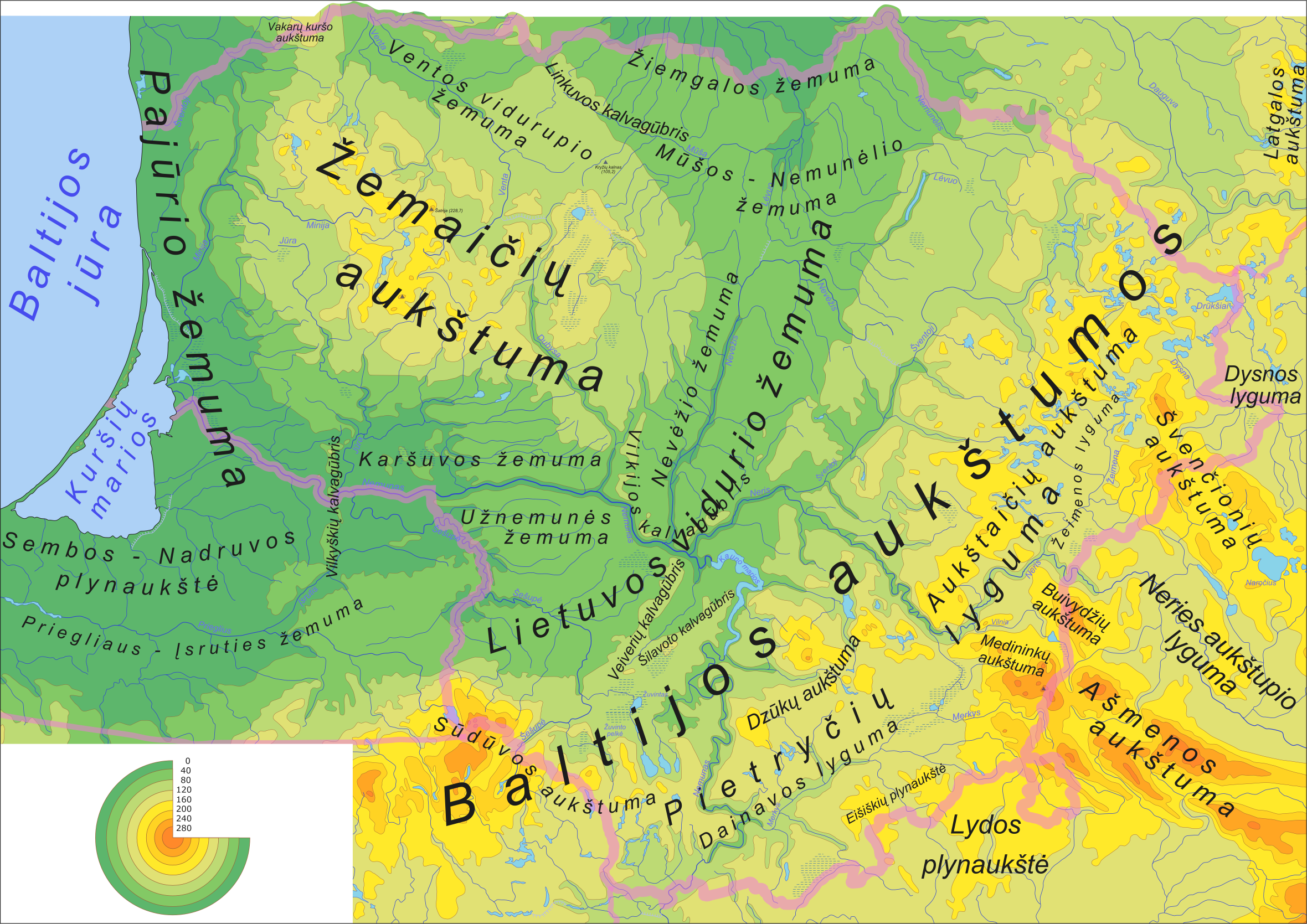
Mapa fizyczna Litwy